# Luka Bonačić

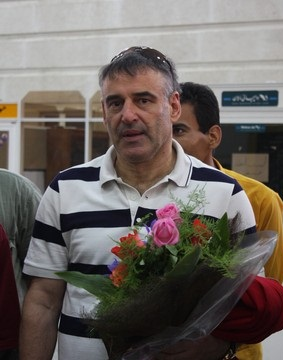
Ex-futebolista croata

Luka Bonačić (2 de março de 1955) é treinador de futebol e ex-futebolista croata. Atualmente, ele é o técnico do Varaždin da Croácia.

## Carreira
Bonačić is conhecido como um treinador que dá chances aos jogadores mais jovens. Um exemplo disso ocorreu na temporada 1992/93, quando ele comandava o NK Pazinka e colocou Dado Pršo na equipe. No NK Slaven Belupo, ocorreu algo parecido, quando Bonačić Ivica Križanac no time titular.
O treinador também é tido como uma pessoa que não aceita interferências em seu trabalho. Ele já deixou clube porque os dirigentes tentaram impôr a escalação de determinado jogador.
Ele foi escolhido Treinador Croata do Ano em 1996, quando ele fez a equipe mediana do NK Varteks chegar à final da Copa da Croácia. Graças ao seu desempenho neste clube, ele foi treinar, em 1997, o Hajduk Split. netse clube, seu auxiliar técnico era Tomislav Ivić. Como Ivić pereferia um futebol defensivo e Bonačić queria uma tática ofensiva, criou-se um conflito de idéias. Apesar de fazer uma boa campanha, os dirigentes do clube demitiram Bonačić e promoveram Ivić a treinador. Bonačić ainda voltou ao clube na mesma temporada, mas não conseguiu ser campeão croata, já que o Dínamo de Zagreb foi o primeiro colocado.
Em 2006, ele foi atacado por um grupo de pessoas enquanto voltava ao seu flat, em Split. Achava-se que o ataque havia sido efetuado por torcedores do Hajduk, mas depois a imprensa noticiou que ele teria ocorrido por possíveis desavenças do treinador com empresários. Meses depois do incidente, Bonačić decidiu deixar o comando do Hajduk.
No mesmo ano 2006, ele aceitou uma proposta para treinar o Sepahan F.C., do Irã. O treinador começou bem no novo time e venceu a Hazfi Cup (Copa Iraniana). Na Liga dos Campeões da AFC, ele foi eliminado pelo Urawa Red Diamonds.
Em janeiro de 2008, ele assinou um contrato de 18 meses com o Al-Nasr.